# ريخينكوس
بلدية ريخينكوس (بالإسبانية: Regencós) هي بلدية تقع في مقاطعة جرندة التابعة لمنطقة كتالونيا شمال شرق إسبانيا.

## الديموغرافيا
بلغ عدد سكان بلدية ريخينكوس 301 نسمة عام 2011 (وفقاً للمعهد الوطني الإسباني للإحصاء).
| 278 | 292 | 287 | 297 | 326 | 326 | 301 |